# Alix Heyblom
Alix Heyblom (* 2004) ist eine deutsch-französische Schauspielerin.

## Leben
Alix Heyblom besuchte von 2010 bis 2013 die Royal Academy of Dance. Von 2016 bis 2019 war sie im Ballett der Deutschen Oper und Urania Berlin unter David Simic sowie am Grand Théâtre de la Ville de Luxembourg unter anderem als Salomé als Kind im Ballet Salomé unter Claus Guth. 2019 absolvierte sie einen Schauspielworkshop bei Die Tankstelle mit Anna Böttcher, von 2021 bis 2023 erhielt sie Einzelcoaching von Alexandra Kalweit. 2024 begann sie ein Schauspielstudium an der Hochschule für Schauspielkunst Ernst Busch in Berlin.
Im Kinderfilm Conni & Co (2016) und der Fortsetzung Conni & Co 2 – Das Geheimnis des T-Rex (2017) war sie als Billi zu sehen. Im 2021 erstmals ausgestrahlten ARD-Filmprojekt Ferdinand von Schirach: Feinde spielte sie unter der Regie von Nils Willbrandt die Rolle der Lisa von Bode.
In der Folge Beke wirbelt auf der ZDF-Reihe Neuer Wind im Alten Land verkörperte sie die 2024 Rolle der Jana Schulze. In der ARD-Mystery-Krimiserie Oderbruch war sie im gleichen Jahr in der Rolle der Magdalena „Maggie“ Kring als Jugendliche zu sehen, während diese Rolle in höherem Alter von Karoline Schuch verkörpert wurde. In der Arte/ARD-Serie Informant – Angst über der Stadt spielte sie die Rolle der Tonja Bach. Im Fernsehfilm Dornröschen und der Fluch der siebten Fee (2024) von Ngo The Chau aus der ZDF-Reihe Märchenperlen übernahm sie als Prinzessin Rosabella die weibliche Hauptrolle. Außerdem stand sie 2024 für Dreharbeiten zur RTL-Reihe Behringer und die Toten sowie in einer Episodenrolle für die ZDF-Serie Notruf Hafenkante vor der Kamera.
Heyblom spricht Deutsch und Französisch als Muttersprache.

## Filmografie (Auswahl)
- 2016: Conni & Co
- 2017: Conni & Co 2 – Das Geheimnis des T-Rex
- 2021: Ferdinand von Schirach: Feinde (Fernsehfilm)
- 2021: Wir Kinder vom Bahnhof Zoo (Fernsehserie, Folge Dämmerung)
- 2023: Intimate (Fernsehserie, Folge Kampen statt Campen)
- 2024: Oderbruch (Fernsehserie)
- 2024: Neuer Wind im Alten Land: Beke wirbelt auf (Fernsehreihe)
- 2024: Where’s Wanda? (Fernsehserie, Folge The Roths)
- 2024: Informant – Angst über der Stadt (Fernsehserie)
- 2024: Märchenperlen: Dornröschen und der Fluch der siebten Fee (Fernsehreihe)